# 本庄川
本庄川（ほんじょうがわ）は、宮崎県の小林市、東諸県郡綾町・国富町、宮崎市を流れ大淀川に注ぐ一級河川である。綾北川と合流する国富町からの上流域では綾南川とも呼ばれ、上流及び綾北川合流点周辺は九州中央山地国定公園の区域であり、名水百選、水源の森百選 - 綾の照葉樹林、「21世紀に残したい日本の自然百選」- 綾渓谷の照葉樹林、森林浴の森百選 - 九州中央山地国定公園綾地区にも選定されている。また、照葉樹林都市・綾として水の郷百選に選定されている綾町を形成する川である。
「本庄川河川プール」が、昭和61年度手づくり郷土賞（ふれあいの水辺）受賞。

## 地理
小林市と熊本県球磨郡多良木町県境の山麓の河ノ口谷上流を源にし、数々の谷川が流入し途中九瀬川が流入し氾濫原を形成した後、綾南ダムで小野湖に流入したあと多古羅川が流入しV字谷を形成し、綾町と国富町との境で綾北川と合流し複合扇状地を形成する。その後並行して互いに河岸段丘を形成する深年川と合流して大淀川に流入する大淀川最大の支川である。

## 自然
上流域に日本有数の「原生の照葉樹林帯」を抱え、豊かな自然の生態系が形成されている。特に、本庄川と大淀川の合流点より上流は、川幅が広く低水路が蛇行し河跡湖やワンドなどの止水域が形成されている。ミズキンバイ（絶滅危惧）を始めヨシ、ツルヨシ、オギなどの植生を有し、綾町の元町橋上流付近には沈水植物のオオカナダモ群落があり、また魚類や鳥類も多種で瀬や早瀬、淵が常に入れ替わるため、同時に浮石の多い河床が形成され、アユの産卵場がある。

## 綾川湧水群

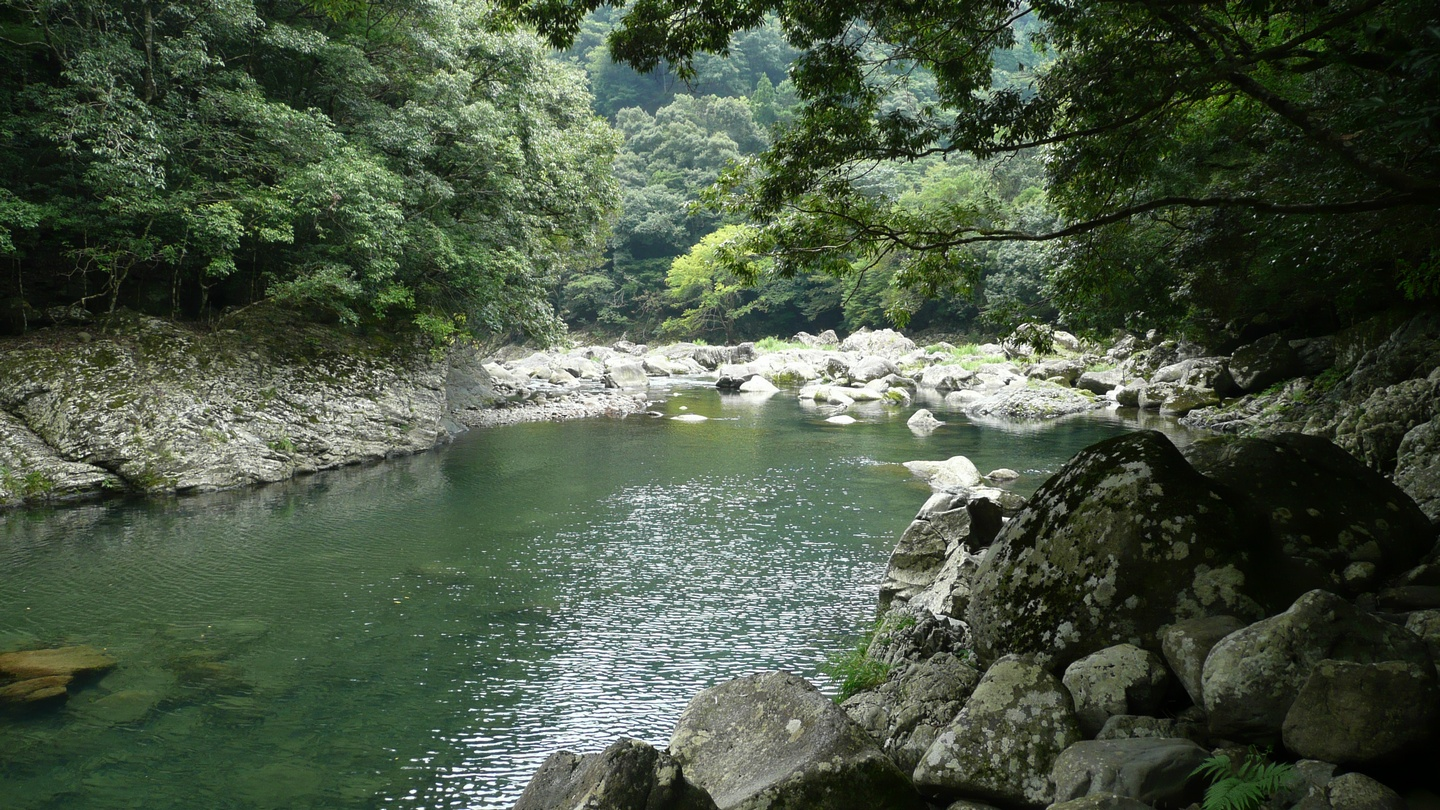
照葉樹林帯（綾町）

綾北川を挟む山の国有林は、広大な照葉樹林を形成し、水源林の役目を果たしている。無数に湧水が点在しており、本庄川・綾北川の両河川へと流れ出ている。この水源は本庄川（綾南川）と綾北川と併せ1985年（昭和60年）綾川湧水群として名水百選のひとつに選定された。

## 水運
中流部の綾町までは帆掛け舟が溯上可能であり、大正期（1920年代）まで水運が行われていた。綾町の元町・揚町、国富町の本庄橋（県道高鍋高岡線）付近には勘場（船着場）が設けられ、大淀川河口の赤江港まで運搬されたのち、千石船に積み替えて上方へと向かった。とくに天領であった国富町本庄には物資が集積し、江戸時代後期には日向国内の米価を左右するほどの影響力を持つようになり、日高家（和泉屋）を代表とする複数の豪商が誕生した。本庄の豪商は1869年の「本庄商会所崩れ」により全て倒産したものの、1880年時点においても「富豪が多く、貧しい人が少ない」とされた。

## 本庄川の多目的ダム
- 目的・・・可読性の観点から、略号で表記する。詳細は日本のダム#利用目的を参照。

「F」洪水調節、「N」不特定利水、「A」灌漑、「W」上水道供給、「I」工業用水道供給、「P」水力発電、「S」消流雪用水、「R」レクリェーション。
- 型式・・・ダムの型式。詳細は個々の記事を参照。
- 高さ・・・ダムの高さ。単位はメートル。
- 総貯水容量・・・ダムによって形成される人造湖の総貯水容量。単位は1,000立方メートル。
- 事業者・・・ダムを管理、施工する事業者。ただし北海道開発局と内閣府沖縄総合事務局が管理する多目的ダムについては、その事業を所管する主務省庁（開発建設部：国土交通省、農業水産部：農林水産省）で記す。
- 完成年・・・ダムの完成年。
- 備考・・・特記することを記す。

| 河川等級 | ダム         | 種別 | 目的       | 型式   | 高さ | 総貯水容量 | 事業者 | 完成年 | 備考 |
| -------- | ------------ | ---- | ---------- | ------ | ---- | ---------- | ------ | ------ | ---- |
| 綾北川   | 綾北ダム     | 補助 | F・P       | アーチ | 75.3 | 21,300     | 宮崎県 | 1960   |      |
| 本庄川   | 綾南ダム     | 補助 | F・P       | 重力   | 64.0 | 38,000     | 宮崎県 | 1958   |      |
| 綾北川   | 古賀根橋ダム | 利水 | A・P       | 重力   | 32.0 | 1,381      | 宮崎県 | 1958   |      |
| 綾北川   | 田代八重ダム | 補助 | F・N・W・P | 重力   | 64.6 | 19,270     | 宮崎県 | 1999   |      |